# Protiv Židova
Protiv Židova (grč. Κατά Ιουδαίων, Kata Ioudaiōn; lat. Adversus Judaeos; eng. Against the Jews) serija je homilija antisemitskog sadržaja Ivana Zlatoustog (grč. Ἰωάννης ὁ Χρυσόστομος), koji je u kršćanstvu slavljen kao svetac i crkveni otac. Za života je bio nadbiskup Konstantinopola.

## Ivanova namjera
Dok je bio u Antiohiji, Ivan je pisao protiv Židova (i naroda i vjernika). Čini se da je pisao i protiv onih koji su se smatrali kršćanima, ali su, na primjer, prakticirali neke židovske običaje i rituale važne u židovstvu, kao što je obrezivanje dječaka.
Ivan se oštro u homilijama okomio na takve kršćane, ali i na Židove, koje je optužio za suradnju s demonima. (Demon, riječ grčkog podrijetla, koja u kršćanstvu ima negativno značenje, u staroj je Grčkoj označavala sva duhovna bića, pa i ona dobra.)

## Ivanove optužbe
Ivan je napisao da su mnogi kršćani sudjelovali pri slavljenju subote i židovskih blagdana u sinagogama. Posebice su žene voljele židovsku liturgiju. Sinagogu je usporedio s bordelom i hranom pagana punim hereza i poroka.
Prema Ivanu, Židovi su kao narod bili krivi za deicid, ubojstvo Boga, te su kaznu zaslužili:
"Sinagoga je gora od bordela... to je leglo podlaca i divljih zvijeri... hram demona posvećenih idolatrijskim kultovima... zbjeg bandita i razvratnika, vražja špilja. Kriminalni skup Židova... mjesto gdje se skupljaju Kristove ubojice... kuća gora od krčme... jazbina lopova, kuća na zlu glasu, stanište nepravde, utočište demona, ponor propasti... Isto bih rekao i o njihovim dušama... A što se mene tiče –  mrzim sinagoge... Mrzim Židove iz istog razloga."
Premda je kršćanstvo zapravo nastalo kao frakcija judaizma, Ivan je Židove optužio za sljedeće:
"Normalno, Židovi tvrde da oni također štuju Boga. Bože sačuvaj ako bih se ja s ovima složio! Nitko od Židova ne štuje Boga!"

## Nacizam
Tijekom vladavine Adolfa Hitlera, nacisti su iskoristili Ivanove homilije kako bi opravdali holokaust u očima njemačkih i austrijskih kršćana.

## Vanjske poveznice
- Texts from the History of the Relationship: JOHN CHRYSOSTOM, "Eight Orations Against Judaizing Christians" (387-388)  Arhivirana inačica izvorne stranice od 4. ožujka 2016. (Wayback Machine)